# 天路
天路是作曲家印青于2001年为青藏铁路的修建而创作的歌曲。歌曲具有西藏民歌风格，音域宽广嘹亮。
当时西藏军区文工团独唱演员巴桑获得了该歌的首唱权，并凭借这首歌走红，成为其保留曲目之一。后女高音歌唱家才旦卓玛也演唱过此歌，但一直未曾在全国流传开来。2005年春节前，歌手韩红10万元买断了《天路》的演唱权，并由此登上2005年央视春节联欢晚会，火遍了全国。

## 创作过程
2001年，青藏铁路格尔木至拉萨段开工，中国人民解放军总政治部领导要求为青藏铁路建设者写一首歌曲。印青与词作家屈塬接到任务后认为，“可以写修青藏铁路怎么好、铁路工人干劲怎么大，但如果这样写就是简单地为了完成任务”，遂决定从特别的角度构思，以“一个藏族女孩的期盼”这一角度创作。屈塬在连夜写下两段歌唱青藏铁路的诗句后，即通知歌手巴桑到总政报到。随后，屈塬、印青和巴桑三个人借用空军指挥学院招待所旁边的一间小学的琴房进行创作，反复试唱，首次录音仅用不到半小时便大功告成。同年，在总政举办的庆祝中国共产党成立80周年晚会上，巴桑首次公开演唱《天路》，此后发布的藏语版《天路》则由巴桑的大姐桑丹亲自译配。